# Денгоф, Герард (1632—1685)
Герард Денгоф (ок. 1632 — 5 января 1685) — государственный деятель Речи Посполитой, дворянин королевский, хорунжий надворный коронный (1661), чашник великий литовский (1661—1666), подстолий великий литовский (1666—1685), староста тельшяйский.

## Биография
Представитель знатного польского дворянского рода Денгофов герба «Вепрь». Второй сын воеводы перновского Эрнеста Магнуса Денгофа (1581—1642) и Екатерины фон Дона (1606—1659), брат воеводы мальборкского Эрнеста (ум. 1693) и прусского генерал-лейтенанта Фридриха (1639—1696).
Учился в Лейденском университете в Голландии. Первоначально носил звание дворянина королевского. В 1661 году был назначен хорунжим надворным коронным, в том же году стал чашником великим литовским. В 1666 году Герад Денгоф получил должность подстолия великого литовского.
В 1669 году на элекционном сейме поддержал избрание Михаила Корибута Вишневецкого на польский королевский престол.

## Семья
В 1663 году женился на Анне Беате фон Голдштейн, от брака с которой имел двух сыновей и трёх дочерей:
- Богуслав Эрнест Денгоф (ум. 1734), подкоморий великий литовский (1702—1734), генерал-лейтенант коронных войск (1705), генерал литовской артиллерии (1710—1725)
- Магнус Ян Денгоф, бригадир голландской армии
- Мария Элеонора Денгоф, жена графа Агасфера фон Лендорфа
- Екатерина Денгоф, 1-й муж Ян Фридрих фон Шлибен, 2-й муж Теодорих фон Теттау
- София Каролина Денгоф, 1-й муж граф Герард Эрнест фон Лендорф.